# Linguiça calabresa
La linguiça calabresa è una salsiccia condita con peperoncino calabrese, creata dagli immigrati calabresi nel quartiere Bixiga di San Paolo, in Brasile, e ispirata alla salsiccia di Calabria. Viene usata spesso come condimento delle pizze.
In Brasile la normativa n. 4/2000 del Ministero dell'agricoltura ha classificato la linguiça calabresa come una varietà di salsiccia. Questo standard la definisce come fatta esclusivamente con carne di maiale stagionata, con aggiunta di ingredienti che le danno il sapore speziato caratteristico del peperoncino inserito nel processo di farcitura o in maniera similare per la disidratazione e/o cottura; il processo di affumicatura è facoltativo.